# Puchar Pięciu Narodów 1912
Puchar Pięciu Narodów 1912 – trzecia edycja Puchar Pięciu Narodów, corocznego turnieju w rugby union rozgrywanego pomiędzy pięcioma najlepszymi zespołami narodowymi półkuli północnej, która odbyła się pomiędzy 1 stycznia a 8 kwietnia 1912 roku. Wliczając turnieje w poprzedniej formie, od czasów Home Nations Championship, była to trzydziesta edycja tych zawodów. W turnieju zwyciężyły wspólnie Irlandia i Anglia.
Zgodnie z ówczesnymi zasadami punktowania dropgol był warty cztery punkty, podwyższenie dwa, natomiast przyłożenie i pozostałe kopy trzy punkty.

## Mecze
| 1 stycznia 1912 | Francja                      | 6:11(6:11) | Irlandia                                  | Parc des Princes, Paryż Widzów: 18 000 Sędzia: Arthur Jones |
| 1 stycznia 1912 | Dufau 3 (P) Simonpaoli 3 (P) | 6:11(6:11) | Foster 3 (P) Lloyd 5 (P, pd) Taylor 3 (P) | Parc des Princes, Paryż Widzów: 18 000 Sędzia: Arthur Jones |

| 20 stycznia 1912 | Anglia                                  | 8:0 | Walia | Twickenham Stadium, Londyn Widzów: 20 000 Sędzia: J. Tulloch |
| 20 stycznia 1912 | Brougham 3 (P) Pym 3 (P) Chapman 2 (pd) | 8:0 |       | Twickenham Stadium, Londyn Widzów: 20 000 Sędzia: J. Tulloch |

| 20 stycznia 1912 | Szkocja                                                                     | 31:3(13:3) | Francja         | Inverleith, Edynburg Widzów: 20 000 Sędzia: John Coffey |
| 20 stycznia 1912 | Gunn 3 (P) Pearson 6 (P, K) Sutherland 6 (2P) Turner 13 (P, 5pd) Will 3 (P) | 31:3(13:3) | Communeau 3 (P) | Inverleith, Edynburg Widzów: 20 000 Sędzia: John Coffey |

| 3 lutego 1912 | Walia                                                                           | 21:6(7:3) | Szkocja                 | St. Helens Ground, Swansea Widzów: 30 000 Sędzia: Frank Potter-Irwin |
| 3 lutego 1912 | Hirst 3 (P) Morgan 3 (P) Plummer 3 (P) Bancroft 4 (2pd) Birt 4 (dg) Trew 4 (dg) | 21:6(7:3) | Milroy 3 (P) Will 3 (P) | St. Helens Ground, Swansea Widzów: 30 000 Sędzia: Frank Potter-Irwin |

| 10 lutego 1912 | Anglia                                                           | 15:0(3:0) | Irlandia | Twickenham Stadium, Londyn Widzów: 25 000 Sędzia: T. Schofield |
| 10 lutego 1912 | Birkett 3 (P) Brougham 3 (P) Poulton-Palmer 3 (P) Roberts 6 (2P) | 15:0(3:0) |          | Twickenham Stadium, Londyn Widzów: 25 000 Sędzia: T. Schofield |

| 24 lutego 1912 | Irlandia                     | 10:8(7:3) | Szkocja                                  | Lansdowne Road, Dublin Sędzia: Frank Potter-Irwin |
| 24 lutego 1912 | Foster 3 (P) Lloyd 7 (K, dg) | 10:8(7:3) | Turner 3 (P) Will 3 (P) MacCallum 2 (pd) | Lansdowne Road, Dublin Sędzia: Frank Potter-Irwin |

| 9 marca 1912 | Irlandia                                   | 12:5(0:5) | Walia                        | Balmoral Showgrounds, Belfast Sędzia: John Dallas |
| 9 marca 1912 | Brown 3 (P) MacIvor 3 (P) Lloyd 6 (pd, dg) | 12:5(0:5) | Davies 3 (P) Bancroft 2 (pd) | Balmoral Showgrounds, Belfast Sędzia: John Dallas |

| 16 marca 1912 | Szkocja                                       | 8:3 | Anglia        | Inverleith, Edynburg Widzów: 25 000 Sędzia: Frederick Gardiner |
| 16 marca 1912 | Sutherland 3 (P) Usher 3 (P) MacCallum 2 (pd) | 8:3 | Holland 3 (P) | Inverleith, Edynburg Widzów: 25 000 Sędzia: Frederick Gardiner |

| 25 marca 1912 | Walia                                                 | 14:8(6:8) | Francja                                   | Rodney Parade, Newport Widzów: 10 000 Sędzia: Arthur Jones |
| 25 marca 1912 | Davies 6 (2P) Jones 3 (P) Plummer 3 (P) Thomas 2 (pd) | 14:8(6:8) | Larribau 3 (P) Lesieur 3 (P) Boyau 2 (pd) | Rodney Parade, Newport Widzów: 10 000 Sędzia: Arthur Jones |

| 8 kwietnia 1912 | Francja                                 | 8:18(0:14) | Anglia                                                                                    | Parc des Princes, Paryż Widzów: 16 803 Sędzia: T. Schofield |
| 8 kwietnia 1912 | Dufau 3 (P) Failliot 3 (P) Boyau 2 (pd) | 8:18(0:14) | Birkett 3 (P) Brougham 3 (P) Eddison 3 (P) Roberts 3 (P) Pillman 2 (pd) Coverdale 4 (dgP) | Parc des Princes, Paryż Widzów: 16 803 Sędzia: T. Schofield |

## Inne nagrody
- Calcutta Cup –  Anglia (po zwycięstwie nad Szkocją)
- Drewniana łyżka –  Francja (za zajęcie ostatniego miejsca w turnieju)